# Camille Mandrillon
Camille Mandrillon (Les Rousses (Jura), 6 de setembre del 1890 - La Tronche (Iséra), 22 de març del 1969) fou un esquiador i militar francès. En els Jocs Olímpics d'Hivern de 1924 disputats a Chamonix (França) fou l'encarregat de realitzar el jurament olímpic en la cerimònia d'obertura, i posteriorment guanyà la medalla de bronze en la prova de patrulla militar.